# Canton de Sinnamary
Canton de Sinnamary är ett arrondissement i Franska Guyana (Frankrike). Det ligger i den centrala delen av Franska Guyana, 90 km väster om huvudstaden Cayenne.